# HP-33
La HP-33 était une calculatrice Hewlett-Packard programmable, elle avait 49 lignes de programme et un seul programme enregistrable. La mémoire n'était pas permanente ; il fallait entrer le programme à chaque fois. Néanmoins, elle permettait de reproduire des calculs simples avec une grande rapidité, pour l'époque. Ce modèle ne doit pas être confondu avec la HP-33s, qui a succédé à la HP-32Sii.